# Mitsubishi Colt
Mitsubishi Colt — компактный городской автомобиль от японского концерна Mitsubishi. Первое поколение, представленное в 1962 году как двухдверный седан Mitsubishi Colt 600, имело заднемоторную компоновку, однако уже при смене поколений в 1978 году привод сменили на передний, позже добавились и полноприводные модификации. Под торговой маркой Colt в разные годы выпускались седаны, универсалы, фастбеки, однако основным кузовом остаётся хэтчбек.

## История именования
Mitsubishi ввело шильдик «Colt» в 1962 году. Эта оригинальная серия началась как линия малых автомобилей, продаваемых преимущественно в Японии. Эти модели продолжали производиться в различных вариантах до 1971 года. В период между 1978 и 2002 годами название «Colt» не применялось для экспортных версий Mitsubishi Mirage (Европа, Австралия). В период с 2002 по 2012 год торговой маркой «Colt» стали именовать малолитражный хэтчбек и производные кузова, которые заменили линейку Mirage. Тем не менее впоследствии название стало использоваться и на международном уровне.
Также и другие различные модели называли «Colt». Так, пикап Mitsubishi L200 в Южной Африке использовал название, по крайней мере, с 1992 по 2008 годы, равно как и второе поколение Mitsubishi Delica в Индонезии (Mitsubishi Colt Solar L300).
Colt был также использован в качестве марки с 1974 по 1984 году компанией Colt Car Company на рынке автомобилей Mitsubishi в Великобритании. В Новой Зеландии использование бренда Colt было прекращено в пользу Mitsubishi в 1970 году, после выхода новой модели «Dyna-wedge» Galant.

## Colt 600
Mitsubishi ввела модель «Colt» в 1962 году с Mitsubishi Colt 600, первой в линейки семейства малых автомобилей, дополнившее Mitsubishi 500, является первым послевоенным пассажирским автомобилем. Colt 600 с двигателемNE35A объёмом 594 куб.см, OHV, воздушного охлаждения, рядный двухцилиндровый. В это время, Mitsubishi ещё не существовало как автономной компании, и автомобили производились тремя региональными филиалами Mitsubishi Heavy Industries. MHI, которая официально перестала существовать после Второй мировой войны, была восстановлена и с 1964 года работала как единое целое, продолжая использовать марку «Colt» до 1970-х годов в Азии, и в 1980-е годы в Европе.
В дополнение к 600 модели, в 1963 году был представлен больший компактный автомобиль, Colt 1000, а позже, в 1965 году, фастбэк Colt 800 и увеличенный Colt 1500, Colt 1100 в 1966 году, и Colt 1200 в 1968 году.

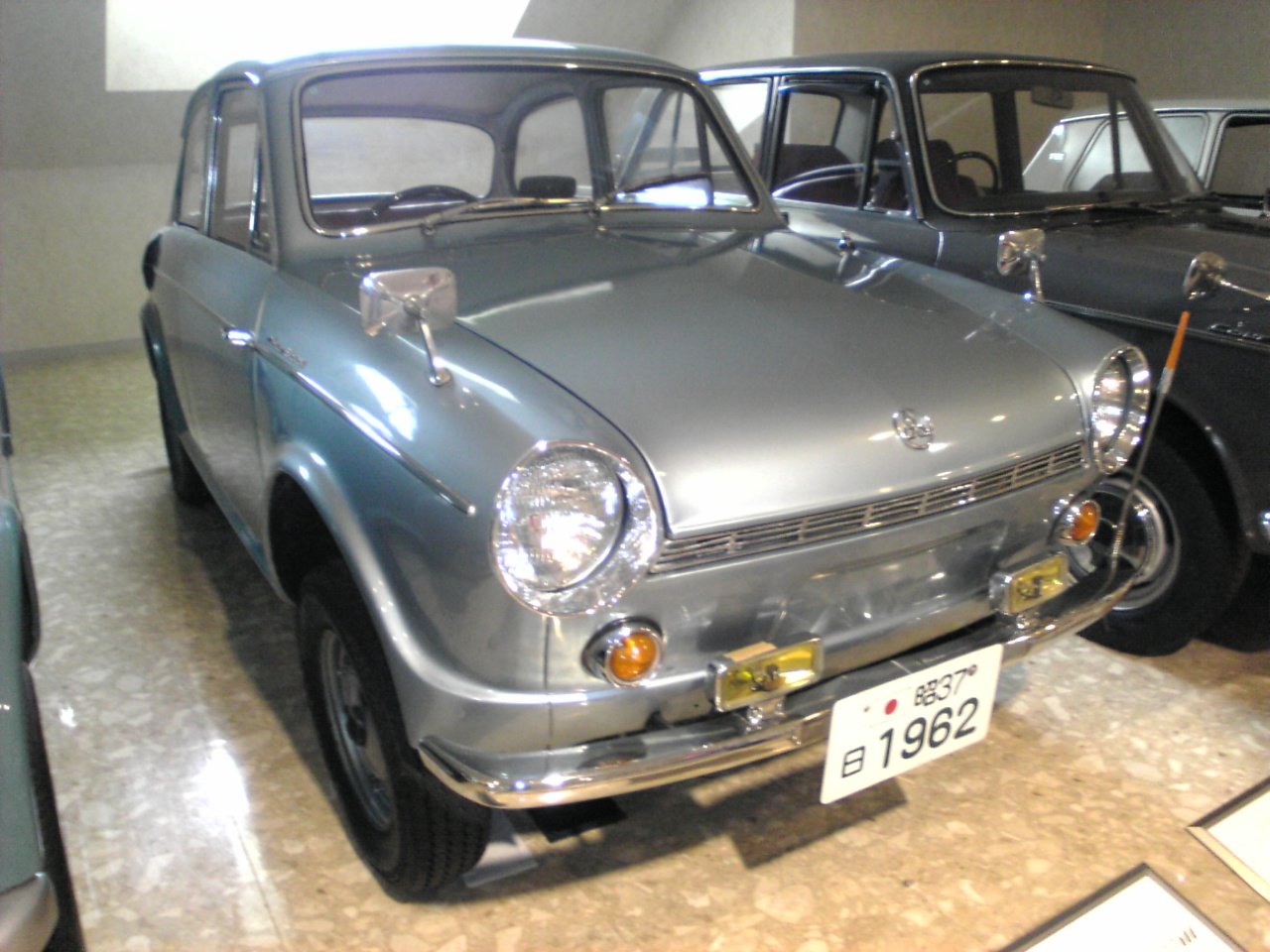
Mitsubishi Colt 600
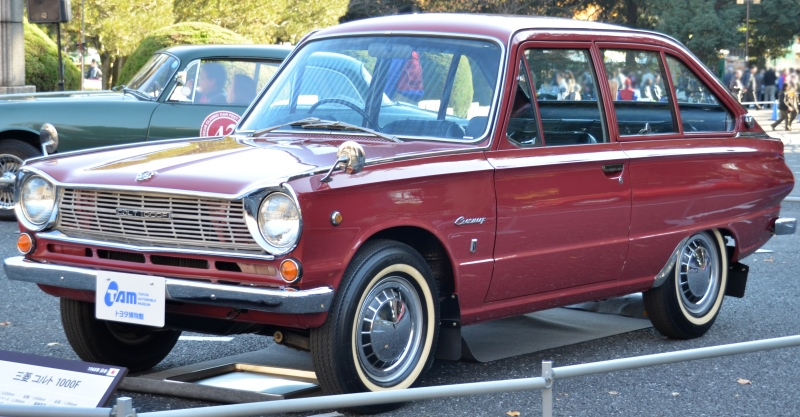
Mitsubishi Colt 1000F
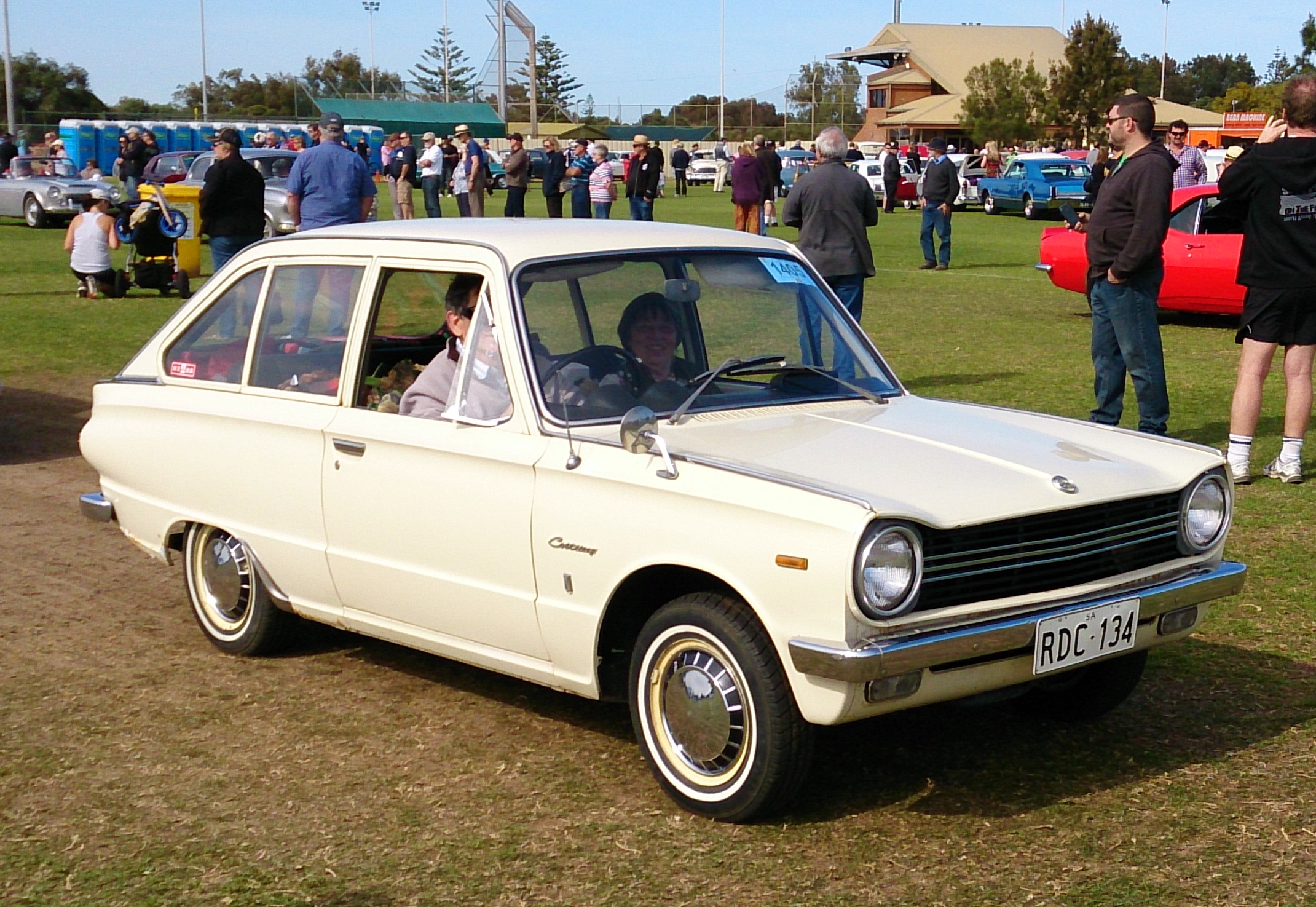
Mitsubishi Colt 1100F
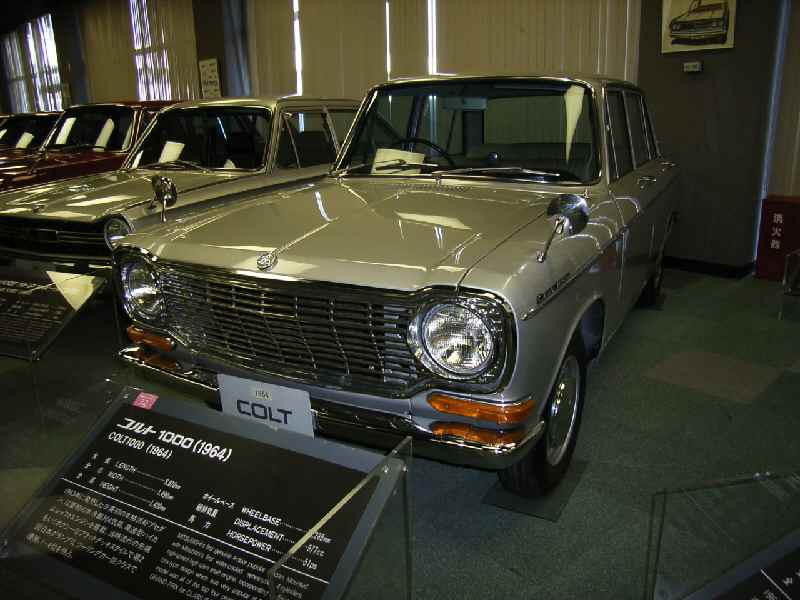
Mitsubishi Colt 1000
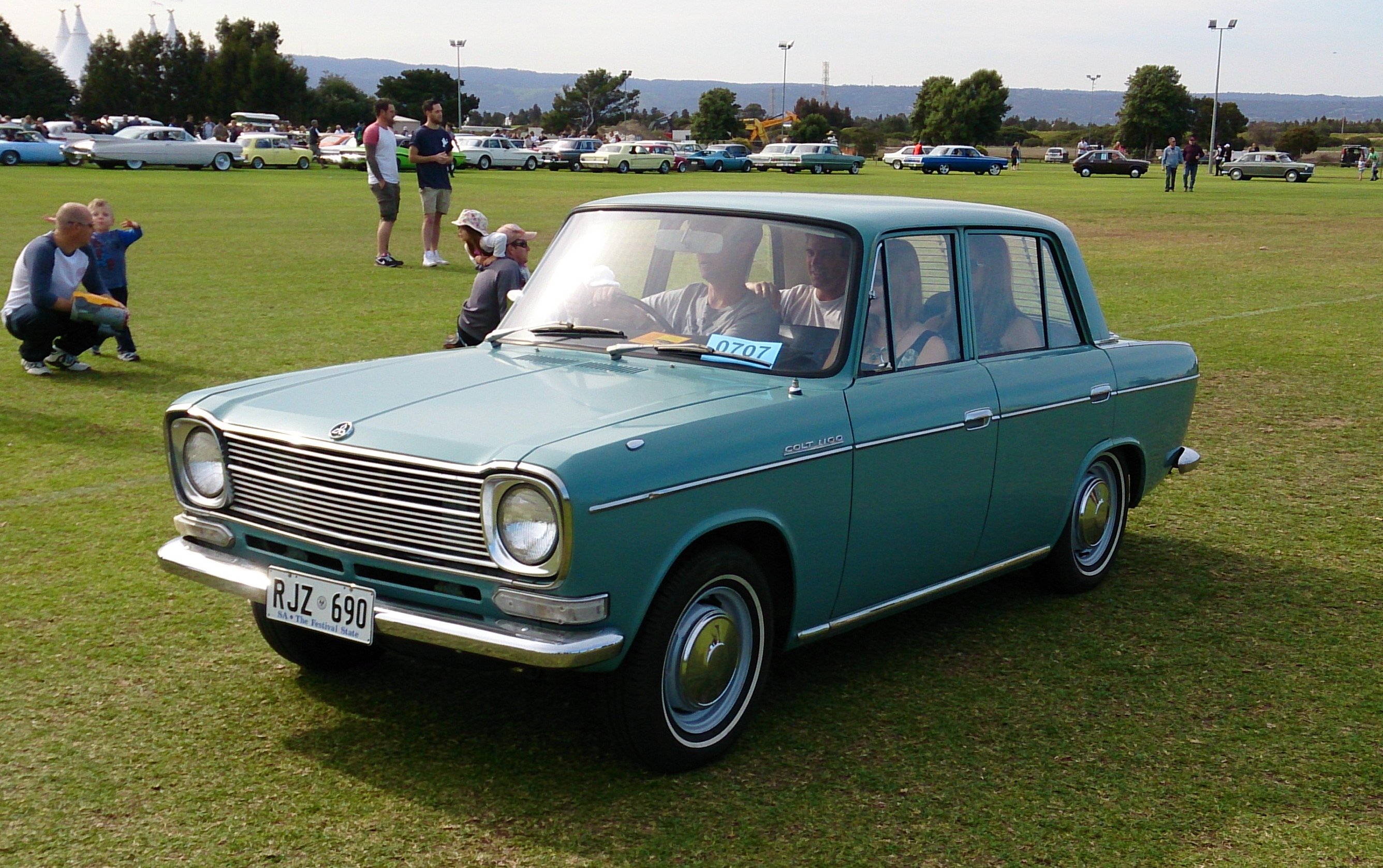
Mitsubishi Colt 1100
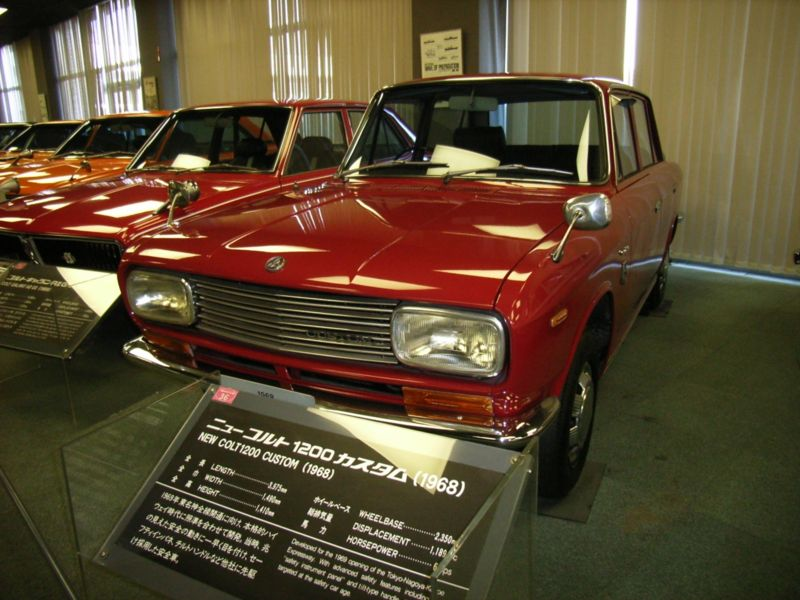
Mitsubishi Colt 1200
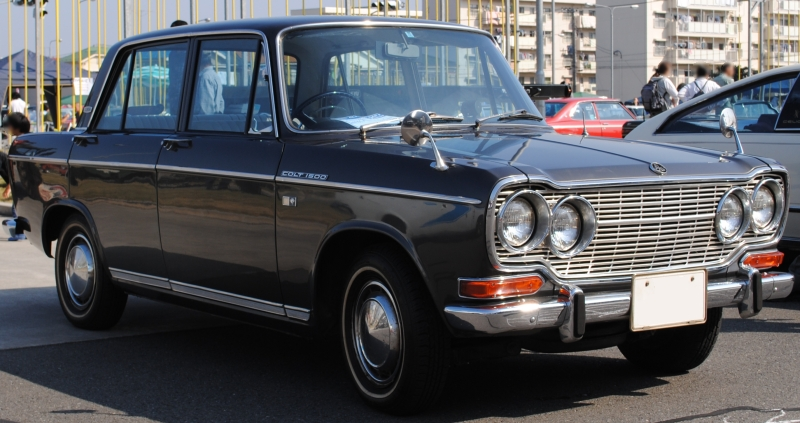
Mitsubishi Colt 1500

## Mirage
Mitsubishi запустил производство Colt как переднеприводной хэтчбек в 1978 году, и седан в 1982 году. Продаваемый в Японии как Mirage, название Colt был ограничено на таких рынках, как Европа и Австралия (где Colt строился Mitsubishi Motors Australia с 1982 по 1989 году).
Пять поколений Mirage на базе Colt продавались между 1978 и 2002 годами, новые поколения появлялись в 1983, 1987, 1991, и 1995 годах. Эти Mirage продавались в различных моделях, на многих рынках как Mitsubishi Lancer, в Европе с шильдиком Colt, как правило, модели ограничивались вариантом хэтчбек; седаны и универсалы были доступны под названием Lancer.

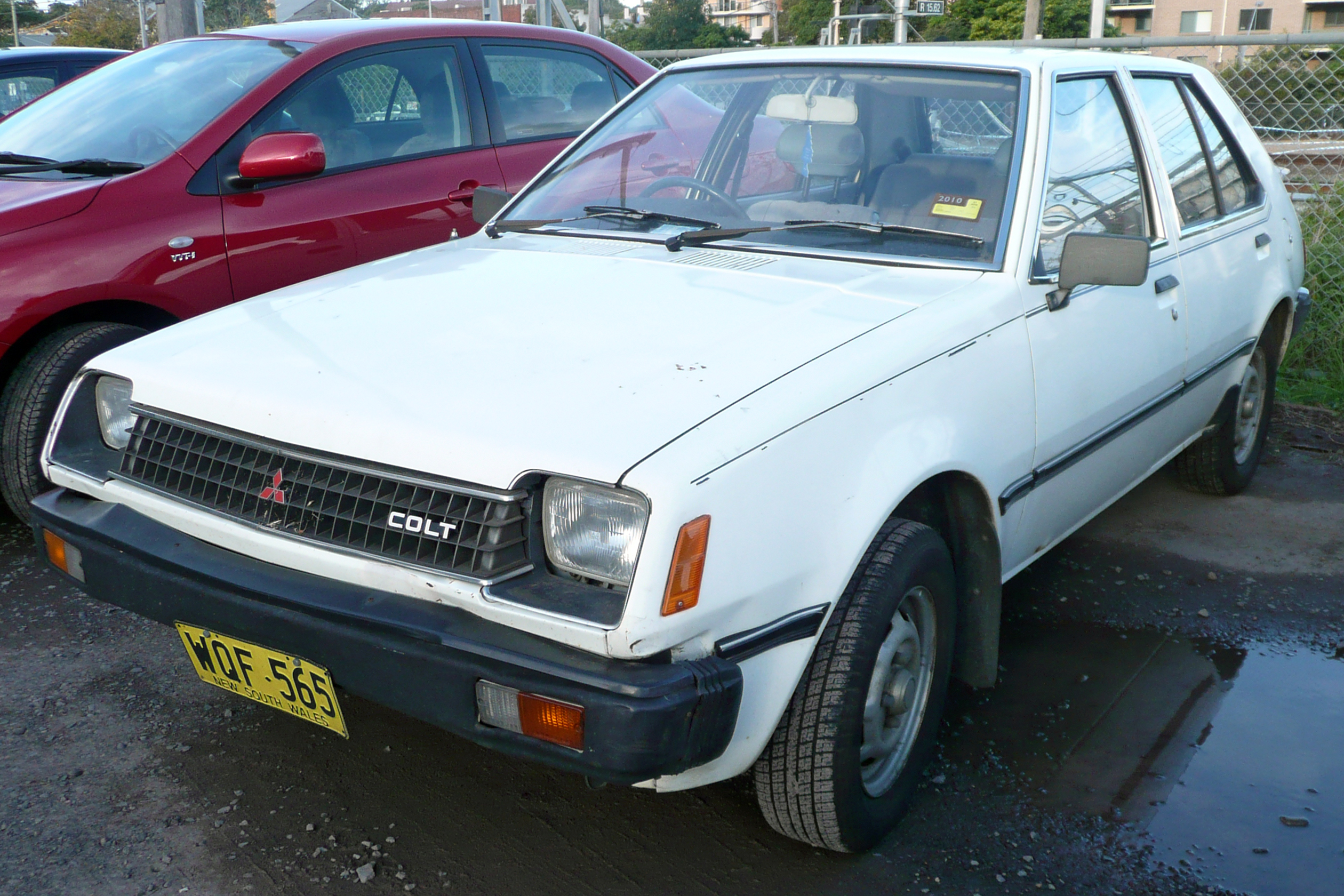
1978–1983
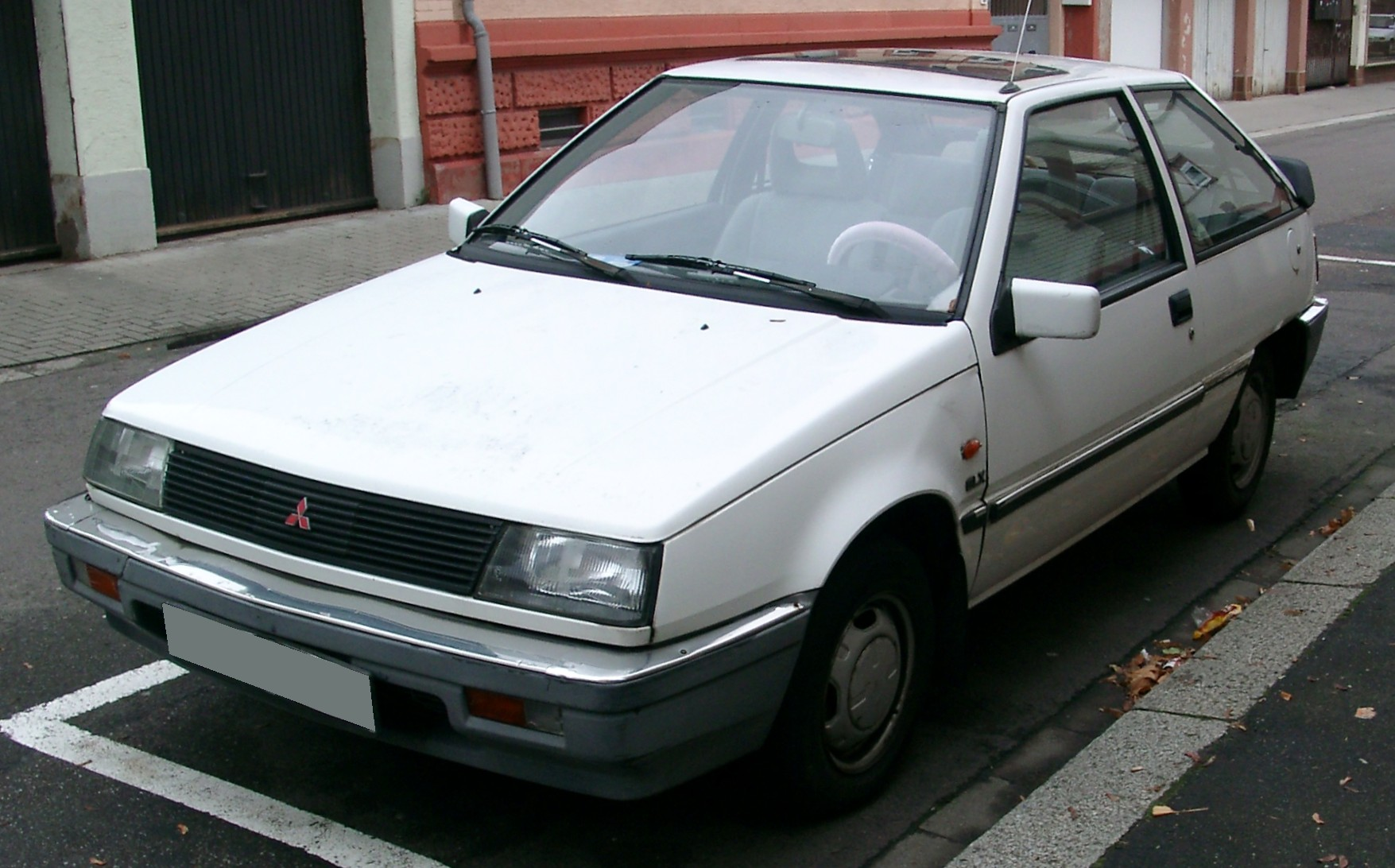
1983–1987
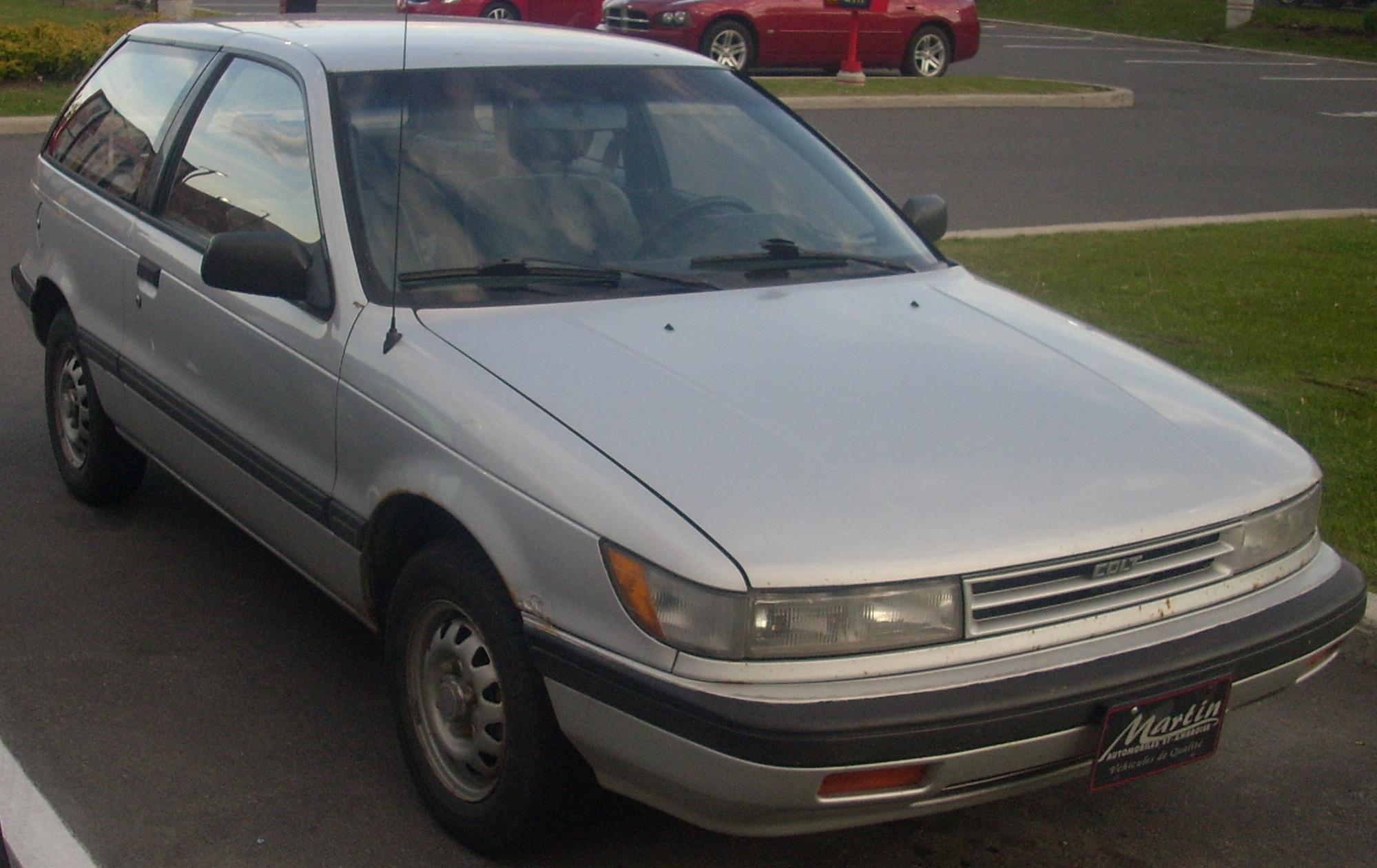
1987–1991
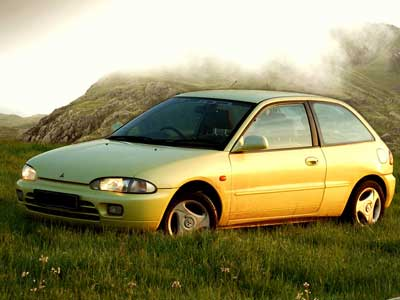
1991–1995
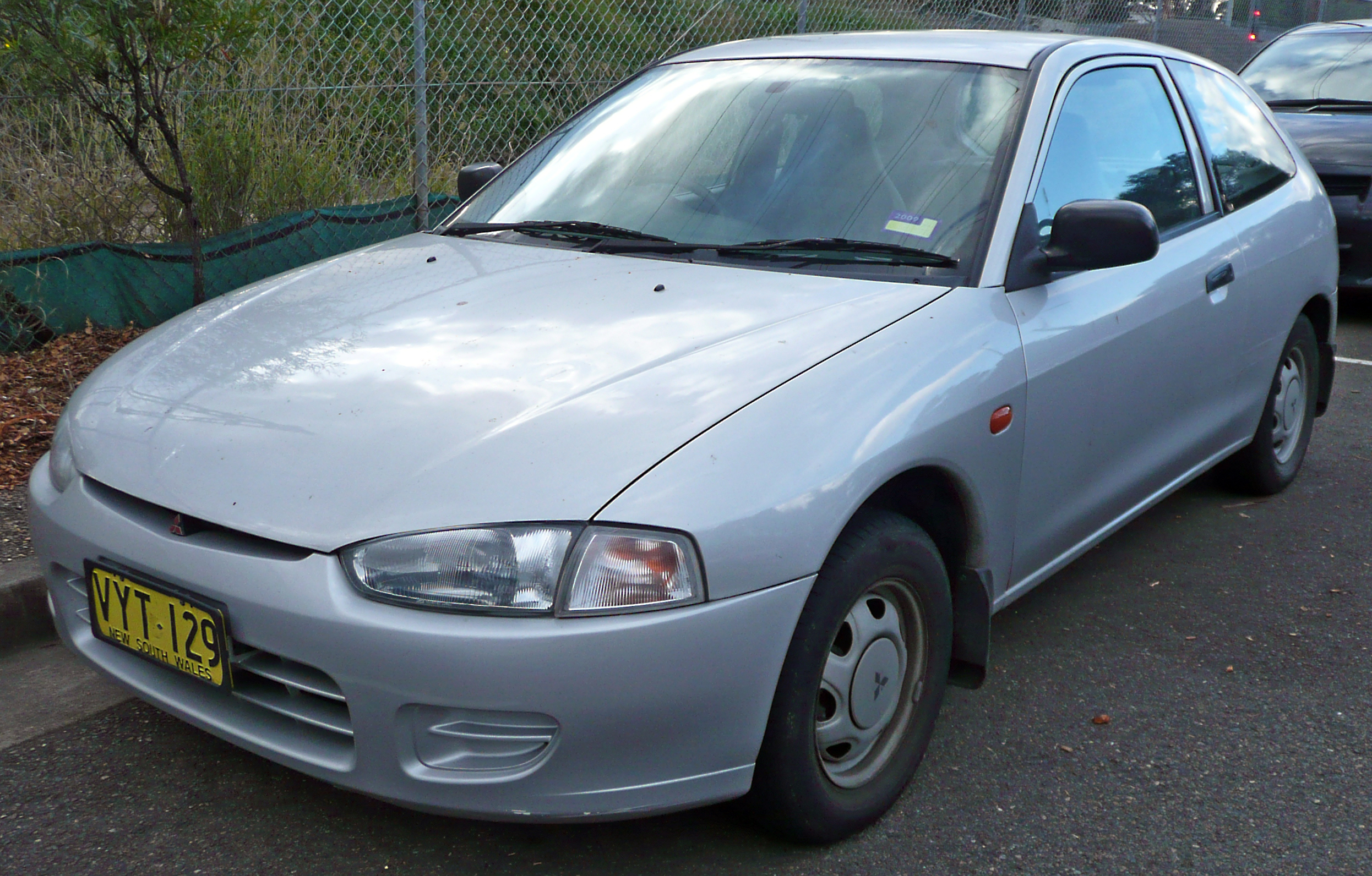
1995–2002

## Colt (Z30)
В ноябре 2002 года компания Mitsubishi в Японии выпустила новый Colt, разработанный Оливье Буле и построенный на той же платформе, что и Smart Forfour . В Японии он продавался в конкретной розничной сети под названием Galant Shop . Европейская версия, произведенная на заводе Mitsubishi в NedCar, была запущена в производство годом позже.
В 2004 году Colt был запущен в Европе и Австралии с моделями, включая 1,1-, 1,3- и 1,5-литровые бензиновые двигатели с впрыском топлива и MIVEC , а также версию 1,5 с турбонаддувом .  Трехдверный вариант появился в 2005 году только в Европе.
Smart Forfour также использовал шасси спецификации 2003 года , а Brabus выпустил высокопроизводительную версию Forfour в 2004 году с тем же двигателем, что и в европейском cz- T 2004 года , но выжимая дополнительные 30 л.с. (22 кВт) из того же 4G15 .
В ноябре 2004 года была доступна 1,5-литровая турбодизельная версия D-ID с непосредственным впрыском топлива, турбонагнетателем и промежуточным охладителем мощностью 95 л.с. (70 кВт; 94 л.с.) с опцией автоматизированной механической коробки передач Allshift с электрогидравлическим сцеплением и шестью передачами. .
Технические характеристики 1,5 T были основаны на блоке 4G15 с турбонаддувом и промежуточным охладителем для увеличения мощности (до 150 л.с. (110 кВт; 148 л.с.) при 6000 об / мин и крутящего момента 155 фунт-фут (210 Нм) при 3500 об / мин. ). Система регулировки фаз газораспределения MIVEC также использовалась для увеличения мощности, что значительно увеличило мощность по сравнению со 110 л.с. (81 кВт; 108 л.с.) 1,5 MPI . Двигатель с такими же характеристиками использовался в выпущенной позже модели кабриолета CZC Colt (2005 г.), а в качестве опции был доступен более экономичный для бензина двигатель 1,5 MPI.
Mitsubishi представила свой новый кабриолет-купе Colt CZC на Женевском автосалоне в марте 2005 года, а в продаже автомобиль появился с 2006 года. Автомобиль имеет формулу 2+2, убирающуюся жесткую крышу и доступен с турбодвигателем от европейского CZ. - Т или как раз 1,5 MPI. Разработанный совместно компаниями Mitsubishi и Pininfarina под руководством Кена Окуямы , он частично производился в Нидерландах, а окончательная сборка проходила на заводе Pininfarina в Турине, Италия.

### Colt Ralliart Version-R
Mitsubishi выпустила Colt Ralliart Version-R в Японии 30 мая 2006 года. Его двигатель 4G15 с системой изменения фаз газораспределения MIVEC и турбонагнетателем развивает мощность 154 л.с. (113 кВт; 152 л.с.) при 6000 об / мин и 210 Нм (150 фунт-футов). ) при 3500 об/мин для модели с ручным управлением, крутящий момент снижается до 180 Нм (130 фунт-фут) при 2500 об/мин для модели CVT. Другие ключевые особенности включают в себя более жесткое шасси точечной сварки, более жесткую подвеску, улучшенную выхлопную систему, улучшенную опору рулевого управления, обвес, спидометр на 240 км/ч, низкопрофильные 16-дюймовые шины с высоким сцеплением (205/45R16) и заимствованные ковшеобразные сиденья Recaro . от Lancer Evolution VIII MR. Задние сиденья рассчитаны на двух пассажиров, а не на троих в остальной части модельного ряда. Между прочим, это тот же двигатель, который использовался в европейской спецификации Colt (CZ- T ) 2004 года, только с немного увеличенной мощностью (крутящий момент остался прежним). Эта версия также продается в Австралии и Новой Зеландии как Colt Ralliart без обозначения «Версия-R». Версия CVT официально продается в Сингапуре и Гонконге под тем же обозначением, что и Япония.
В 2008 году версия R претерпела небольшой фейслифтинг: мощность двигателя была увеличена до 163 л.с. (120 кВт; 161 л.с.) при 6000 об/мин и 210 Н·м (150 фунт-фут) при 3500 об/мин для модели с ручным управлением. Выпуск модели CVT остался прежним. В Австралии и Новой Зеландии модели 2008 года и новее были оснащены более легкими дисками и хромированными фарами, но держатель солнцезащитных очков и передние сиденья Recaro были сняты и заменены стандартными спортивными сиденьями, чтобы отразить снижение розничной цены.
Также в 2008 году на японском рынке была выпущена ограниченная версия под названием Colt Ralliart Version-R Special ограниченным тиражом в 300 единиц. Отличием от обычной версии является еще более жесткое сварное шасси и глушитель Ralliart. Еще 200 единиц Version-R Special были выпущены в 2010 году.
В Швейцарии представлена как спортивная топ-модель 2008 года - помимо бывшего Colt CZT с турбонаддувом мощностью 150 л.с. (110 кВт) - высокопроизводительная версия CZT Ralliart мощностью 180 л.с. (130 кВт) при 6000 об/мин и 245 Нм ( 181 фунт-фут) при 3500 об/мин. Обширные модификации включают пониженный дорожный просвет, усиление задней оси и более жесткую координацию амортизаторов и пружин. Специальные передний и задний спойлеры и боковые юбки обеспечивают соответствующий внешний вид.

### Colt MIEV
В 2006 году компания Mitsubishi представила Colt MIEV с отдельным электродвигателем на каждом колесе.  Впервые о разработке технологии MIEV было объявлено в мае 2006 года, когда компания Mitsubishi представила версию Colt — полностью электрический автомобиль с задним приводом, оснащенный испытательным стендом Colt MIEV . С двумя мотор-колесами мощностью 20 кВт . Colt MIEV имеет максимальную скорость 150 км/ч (93 мили в час) и запас хода 150 км (93 мили) на одной зарядке. Предполагается, что время зарядки составит не более 10 минут, хотя неизвестно, является ли это частичной или полной зарядкой. Однако это указывает на использование аккумуляторов с быстрой зарядкой , например, разработанных Toshiba .
Компания Mitsubishi использовала испытательный стенд Colt для проведения дорожных испытаний с целью выявления и устранения любых проблем, уникальных для полноприводного автомобиля, включая любое ухудшение сцепления с дорогой и комфорта езды из-за увеличения неподрессоренной массы, а также проблемы с надежностью и долговечностью. в внутриколесной моторной системе и ее периферийных компонентах (подвеске, колесах, шинах). Одновременно они работали над разработкой более мощной версии мотор-колес для полноприводных автомобилей.

### Colt Plus
В 2004 году Colt Plus был запущен в Японии, а затем и на других международных рынках. По сути, это была более длинная версия стандартного Colt, с багажником примерно на 30 см (12 дюймов) больше, чем у обычного Colt. Colt Plus также оснащен автоматической задней дверью с датчиком препятствий. Дверь багажника также можно открыть с помощью пульта. На Colt Plus используется двигатель 4A91 MIVEC вместо двигателя 4G15 MIVEC.
В марте 2007 года компания Mitsubishi выпустила на Тайване Colt Plus , который похож на версию, выпущенную в Японии в 2004 году, но имеет другой двигатель. Он оснащен 1,6-литровым двигателем SOHC 4G18 , тот же двигатель, который использовался в тайваньском Lancer 2000 года , имеет немного увеличенную мощность (112 л.с. (84 кВт) при 6000 об/мин / 14,9 кг-м при 4500 об/мин). Трансмиссия INVECS -III CVT в полностью автоматическом режиме. В 2008 году для тайваньского рынка была добавлена спортивная версия под названием «Colt Plus iO», в которой использовался INVECS-III с 6-ступенчатой коробкой передач и был изменен фейслифтинг, чтобы соответствовать стилю Японии. Тайваньская модель позже подверглась фейслифтингу, в котором изменилась большая часть кузовных панелей, а на других рынках Colt был заменен Mitsubishi Mirage.
Colt Plus Turbo имеет те же характеристики, что и Colt Plus, за исключением разницы в двигателе и трансмиссии. Они используют тот же двигатель 4G15, что и европейский CZT 2004 года, мощностью 143 л.с., но с крутящим моментом 180 Нм. Colt Plus Turbo также использует Invecs III с 6-ступенчатой спортивной коробкой передач.
Colt Plus Ralliart — это, по сути, обновленная версия Colt Plus Turbo 2006 года. Мощность двигателя 4G15 была увеличена до 154 л.с. (115 кВт), чтобы соответствовать Colt Version R. Стиль Colt Plus Ralliart также соответствует Colt Version R с теми же вентиляционными отверстиями на капоте и бамперами в стиле EVO. Он также сопровождается кожаными сиденьями.

### Подтяжка лица (2008)
Кольты, построенные в Нидерландах, подверглись фейслифтингу в 2008 году. Кольт японского производства претерпел фейслифтинг в октябре 2009 года. Обновленные Кольты имели обновленный интерьер (включая новую стереосистему, циферблаты кондиционера, комбинацию приборов и другие различные детали). Однако дизельный двигатель OM639 объемом 1,5 л был исключен из модельного ряда из-за отсутствия спроса.

### Рестайлинг Colt Plus (только Тайвань)
В 2013 году China Motor Corporation (CMC), как дилер автомобилей Mitsubishi в Тайване, провела второй фейслифтинг Colt Plus текущего поколения, а также самый крупный фейслифтинг: каждая отдельная панель кузова была переработана, а колеса заменены с колес с 4 болтами на колеса с 5 болтами. Обновленный Colt Plus по-прежнему продается на Тайване вместе с другими давно эксплуатируемыми моделями Mitsubishi, такими как Grand Lancer (Lancer EX), обновленной версией следующего поколения международной модели 2007 года и обновленной версией Delica третьего поколения. Новый Colt Plus X-Sports с дополнительной внешней пластиковой обшивкой также доступен исключительно на Тайване.
В июне 2017 года CMC запустила третий рестайлинг Colt Plus текущего поколения и включила дизайн Dynamic Shield, представленный на различных последних продуктах Mitsubishi, включая Outlander, Eclipse Cross и Grand Lancer.

#### Двигатели Colt
Выбор силовой установки включает двигатель 1,1 л (с 3 цилиндрами), двигатель 1,3 л, вариаторную трансмиссию INVECS-III, 2- или 4-колесный привод для Very (XSJH9, XSDH9), COOL Very (XSJH8, XSDH8), 1,3 RX (XSXH). модели. 1.5 C (XNMH) включает двигатель объемом 1,5 л, 5-ступенчатую механическую коробку передач, полный привод.

#### Двигатели Colt Plus
Выбор силовой установки включает двигатель MIVEC объемом 1,5 л, трансмиссию INVECS-III CVT, 2- или 4-колесный привод для моделей Very (LSUH1), COOL Very (LSUH2), 1,3 RX (LTPH, LSPH). 1.5 RX также включает настройки 6-ступенчатого спортивного режима для трансмиссии CVT.

## Colt на базе Renault Clio (2023 г.)
Название Colt было возрождено в 2023 году для Renault Clio пятого поколения с новым брендом.

### Безопасность
Автомобиль прошёл тест Euro NCAP в 2005 году:
| Euro NCAP                                                          | Euro NCAP | Euro NCAP | Euro NCAP |
| ------------------------------------------------------------------ | --------- | --------- | --------- |
| Рейтинги                                                           | Пассажир  |           | 25        |
| Рейтинги                                                           | Ребёнок   |           | 30        |
| Рейтинги                                                           | Пешеход   |           | 7         |
| Протестированная модель: Mitsubishi Colt 5‑дв. хетчбэк, LHD (2005) |           |           |           |